# Seznam anexí

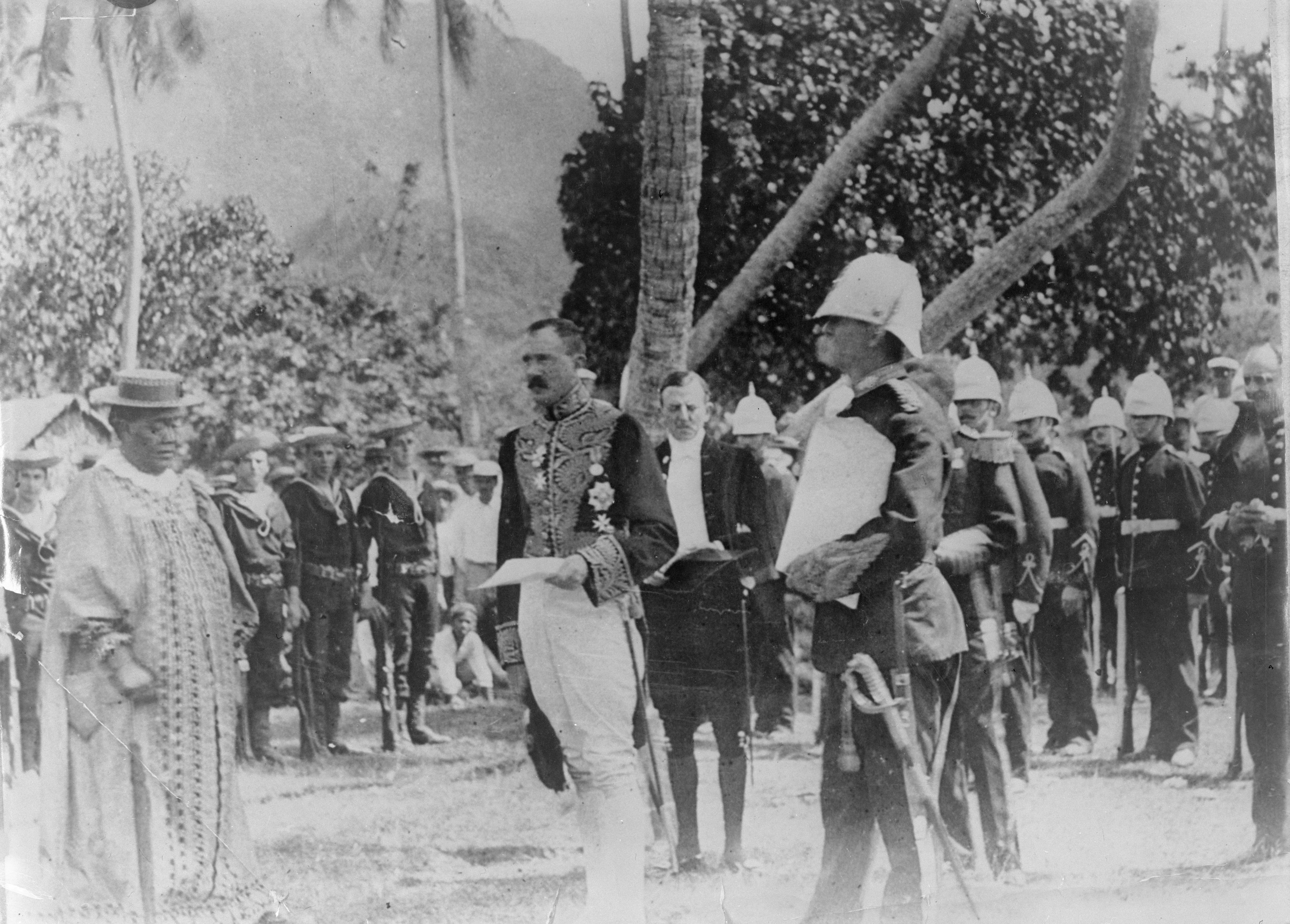
Britské impérium za přítomnosti domorodé královny anektuje roku 1900 Cookovy ostrovy v Tichomoří

Toto je neúplný seznam anexí, řazený chronologicky:

## 18. století
- 1742 – Prusko během války o rakouské dědictví anektovalo velkou část Slezska, které náleželo k zemím Koruny české
- 1772–1795 – Trojí dělení Polska mezi Prusko, Rakousko a Rusko.
- 1783 – Ruské impérium anektovalo Krym (viz Anexe Krymu Ruským impériem)

## 19. století
- 1848 – Spojené státy americké anektovaly Texas (viz Texaská revoluce a anexe Texasu)
- 1860 – Francie anektovala Savojsko (viz anexe Savojska)
- 1861 – Španělsko anektovalo Dominikánskou republiku
- 1866 – Italské království anektovalo rakouské Benátsko
- 1871 – Německo po prusko-francouzské válce anektovalo Alsasko-Lotrinsko
- 1898 – Spojené státy americké anektovaly Havajské ostrovy (viz anexe Havaje)
- 1898 – Spojené státy americké po španělsko-americké válce anektovaly španělské kolonie Guam a Portoriko

## 20. století
- 1902 – Britské impérium po druhé búrské válce anektovalo búrské republiky Oranžský svobodný stát a Transvaal
- 1908 – Rakousko-Uhersko anektovalo Bosnu a Hercegovinu (viz Bosenská krize)
- 1910 – Japonsko anektovalo Koreu (viz anexe Koreje)
- 1914 – Spojené království anektovalo Kypr
- 1936 – Itálie anektovala Habeš (viz druhá italsko-etiopská válka)
- 1938 – Nacistické Německo anektovalo Rakousko (viz anšlus)
- 1939 – Nacistické Německo anektovalo část československého území
- 1940 – Sovětský svaz anektoval Lotyšsko, Estonsko a Litvu
- 1949 – Jihoafrická republika anektovala Namibii
- 1949 – Čína anektovala Tibet
- 1950 – Jordánsko anektovalo východní Jeruzalém
- 1961 – Indie anektovala Goa
- 1974 – Turecko anektovalo Severní část Kypru Turecko
- 1975 – Indonésie anektovala Východní Timor
- 1980 – Izrael anektoval východní Jeruzalém[1] (viz Jeruzalémský zákon)
- 1981 – Izrael anektoval Golanské výšiny[2] (viz Zákon o Golanských výšinách)
- 1990 – Irák anektoval Kuvajt

## 21. století
- 2014 – Rusko anektovalo Krym (viz Anexe Krymu Ruskou federací)
- 2022 – Rusko anektovalo Doněckou, Luhanskou, Chersonskou a Záporožskou oblast Ukrajiny